# Papa Marcello II
Marcello II, nato Marcello Cervini degli Spannocchi (in latino: Marcellus II; Montefano, 6 maggio 1501 – Roma, 1º maggio 1555), è stato il 222º papa della Chiesa cattolica. Venne eletto papa per acclamazione il 9 aprile 1555. Il suo pontificato, durato appena ventidue giorni, è il sesto pontificato più breve della storia della Chiesa cattolica. Alla data attuale, è l'ultimo pontefice ad avere usato come nome pontificale il proprio nome di battesimo.

## Biografia
Marcello Cervini nacque da una nobile famiglia toscana originaria di Montepulciano. Il padre Ricciardo (Riccardo) Cervini era stato inviato per lavoro nella Marca anconitana. La madre, Cassandra Benci, lo diede alla luce a Montefano, nella valle del fiume Musone. Tornato in Toscana con la famiglia, trascorse l'infanzia e la fanciullezza a Montepulciano. Il padre era funzionario della Penitenzieria Apostolica; la sorella, Cinzia Cervini, fu la madre di san Roberto Bellarmino, cardinale e dottore della Chiesa. Per via di un'alleanza con la nobile famiglia senese degli Spannocchi, Ricciardo aggiunse allo stemma di famiglia le spighe e nel 1497 è ricordato in un atto notarile per la prima volta come Cervini-Spannocchi. L'alleanza con gli Spannocchi fu fondamentale per la carriera di Ricciardo, e gli procurò il posto di vice-tesoriere della Marca di Ancona. Gli Spannocchi ottennero l'iscrizione di Ricciardo nella nobiltà senese nel 1493, con le loro proprie armi.
Intorno al 1520 il Cervini venne inviato a Siena e fu affidato alla protezione del cardinale Giovanni Piccolomini e della famiglia Spannocchi. Nella locale università studiò greco antico, matematica e astronomia. Frequentò le riunioni dell'Accademia senese, prestigioso sodalizio letterario. Dopo la morte del padre nel 1534, si stabilì a Roma.
Negli anni Trenta del Cinquecento Roma era un ambiente culturale ricco di forti personalità: il Cervini entrò in contatto con Annibale Caro, Angelo Colocci, Carlo Gualteruzzi, Giovanni Della Casa, Bernardino Maffei (di cui divenne amico), Francesco Molza, Sebastiano Delio, ed entrò in corrispondenza con Benedetto Varchi, Piero Vettori e Pietro Bembo. Dimostratosi "un valente giovane" godette ben presto di un'alta reputazione per la sua integrità morale e per le sue grandi doti spirituali. Fu membro della commissione istituita da papa Clemente VII per la riforma del calendario giuliano. Conobbe e collaborò con il francese Philibert de l'Orme, che soggiornò a Roma tra il 1533 e il 1536.
Grazie ai legami della propria famiglia con quella dei Farnese, fu accolto da questi ultimi. L'elezione di Paolo III Farnese (1534) diede l'avvio alla carriera curiale del Cervini. Divenuto segretario del "gran cardinale" Alessandro Farnese, fu ordinato sacerdote nel 1535.
Nel 1538 Alessandro Farnese fu nominato direttore della Segreteria pontificia. Marcello Cervini era il segretario personale di Alessandro: non sfuggì ai più valenti osservatori che, in realtà, era il Cervini a essere chiamato "al maneggio delle cose di Sua Santità, e al servigio di tutta la Romana corte".
In questa veste fu impegnato in diverse missioni diplomatiche. Nel giugno 1538 si recò a Nizza con Paolo III per discutere con il re di Francia Francesco I della pace con l'impero. Nel 1539 fu al seguito del cardinal Farnese in due legazioni: la prima in Spagna presso l'imperatore Carlo V; la seconda, in novembre, dove prese parte agli incontri tra Francesco I e Carlo V.
Il 19 dicembre 1539 Paolo III lo creò cardinale. In questa veste svolse un ruolo di prim'ordine nella legazione diplomatica che incontrò Francesco I ad Amiens il 9 febbraio 1540 e Carlo V a Gand il 24 febbraio successivo.
Dal 1540 partecipò alle discussioni sulla riforma ecclesiastica; il cardinale Cervini non rinunciò all'impegno per una riforma radicale dell'istituzione ecclesiastica e delle sue gerarchie. La commissione di cui fece parte presentò una relazione che fu firmata anche dal cardinale Gasparo Contarini. 

Fu inviato in qualità di legato nel gennaio 1541 alla Dieta di Ratisbona. Nel 1542 fu presidente dell'Accademia della Virtù, sodalizio culturale che riuniva i principali intellettuali e artisti di Roma.
Fu uno dei tre legati papali al Concilio di Trento (assieme ai cardinali Del Monte e Pole), tutti ospitati nel Palazzo a Prato. Nel 1547 Cervini e Del Monte ottennero il trasferimento dei lavori del Concilio da Trento a Bologna, in funzione anti-imperiale. Durante il suo incarico come Bibliotecario apostolico (1548-1555) acquisì numerosi manoscritti risalenti ai primi secoli del cristianesimo. Dopo l'elezione al Soglio donò alla Biblioteca vaticana la sua collezione di monete, che costituì il primo nucleo del Gabinetto numismatico vaticano.
Nel 1550 divenne pontefice Giovanni Maria Ciocchi del Monte. Il nuovo papa, che prese il nome di Giulio III, lo nominò presidente della Commissione per la riforma ecclesiastica.
Il cardinal Cervini, non condividendo la politica nepotista del nuovo pontefice, lasciò Roma e si trasferì a Gubbio, dove visse fino al 1555, anno della morte del papa. Si concentrò nell'attività di cardinale protettore degli agostiniani e dei serviti, dei quali favorì correzione e riorganizzazione. Sostenne anche la Compagnia di Gesù.
Marcello Cervini fu anche membro dell Congregazione del Sant'Uffizio.

### Cronologia incarichi

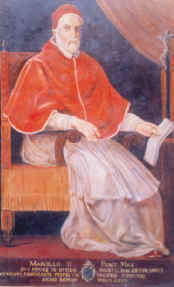
Ritratto di papa Marcello II

- 1536-1538: scrittore delle lettere apostoliche, segretario delle lettere latine e protonotario apostolico de numero partecipantium;
- 27 agosto 1539 - 24 settembre 1540: vescovo di Nicastro (oggi Lamezia Terme). Non risiedette in diocesi;
- 19 dicembre 1539: Paolo III lo nomina cardinale presbitero (inizialmente senza titolo);
- 24 settembre 1540 - 29 febbraio 1544: vescovo di Reggio Emilia. Inviò come suo vicario Ludovico Beccadelli;
- 5 novembre 1540: assume il titolo cardinalizio di Santa Croce in Gerusalemme;
- 1543: legato pontificio presso l'imperatore;
- 29 febbraio 1544 - 9 aprile 1555: vescovo di Gubbio;
- 6 febbraio 1545: è uno dei tre legati pontifici al Concilio di Trento;
- 1546: è nominato membro dell'Inquisizione romana con altri sei cardinali;
- Settembre 1547: legato pontificio nel Ducato di Parma e Piacenza
- 1548: Bibliotecario Apostolico (ovvero segretario della Biblioteca Vaticana; l'incarico gli fu rinnovato a vita da papa Giulio III il 24 maggio 1550);
- 1550-1555: protettore dell'Ordine dei Servi di Maria;
- Marzo 1550: membro della commissione di riforma della Curia romana;
- Ottobre 1552: presidente della summenzionata commissione;
- 9 aprile 1555: elezione a romano pontefice. Il nuovo Pontefice non volle cambiare il nome di battesimo per onorare la memoria del lontano omonimo predecessore san Marcello I (307-309), al quale i montefanesi avevano intitolato sia la chiesa, poi demolita, sia il borgo tutt'oggi esistente[11].

### Il conclave dell'aprile 1555
I cardinali erano divisi in due gruppi: uno appoggiava il candidato francese; l'altro il candidato imperiale. Al primo turno Gian Pietro Carafa, decano del collegio cardinalizio, ottenne 12 voti, Cervini otto e Ippolito d'Este sei. Al turno successivo uscì eletto Marcello Cervini.
Marcello Cervini fu eletto papa la sera del 9 aprile 1555 nella Cappella Paolina in Vaticano. Il giorno dopo fu incoronato dal cardinale Francesco Pisani. Come un suo recente predecessore, Adriano VI (1522-23), nella scelta del nome pontificale preferì mantenere il nome di battesimo. Sarà l'ultima volta per un romano pontefice.
Il nuovo pontefice volle una cerimonia dell'incoronazione con un tono dimesso e umile. Rinunciò ai festeggiamenti pubblici, devolvendo ai poveri il danaro stanziato dalla Curia per i riti previsti dal protocollo dell'elezione papale.

## Il pontificato
Marcello II regnò sulla Chiesa cattolica solo per 22 giorni. Il suo è il sesto pontificato più breve della storia, il più breve dai tempi di Celestino IV (1241). Dopo Marcello, un altro breve pontificato fu quello di Urbano VII (15-27 settembre 1590).
Tra le sue prime decisioni vi fu quella di comunicare ai propri familiari di non trasferirsi a Roma. Ciò induce a pensare che il nuovo pontefice intendesse allontanarsi dalle logiche nepotiste e dai favoritismi di qualsiasi genere verso i propri consanguinei, pratiche in uso all'epoca nella Corte pontificia.
Decise di organizzare un vertice tra Francia e Spagna con lo scopo di ravvicinare le due nazioni. A questo scopo scrisse una serie di lettere a Carlo V, al principe Filippo e alla regina Maria I d'Inghilterra.

## Morte e sepoltura

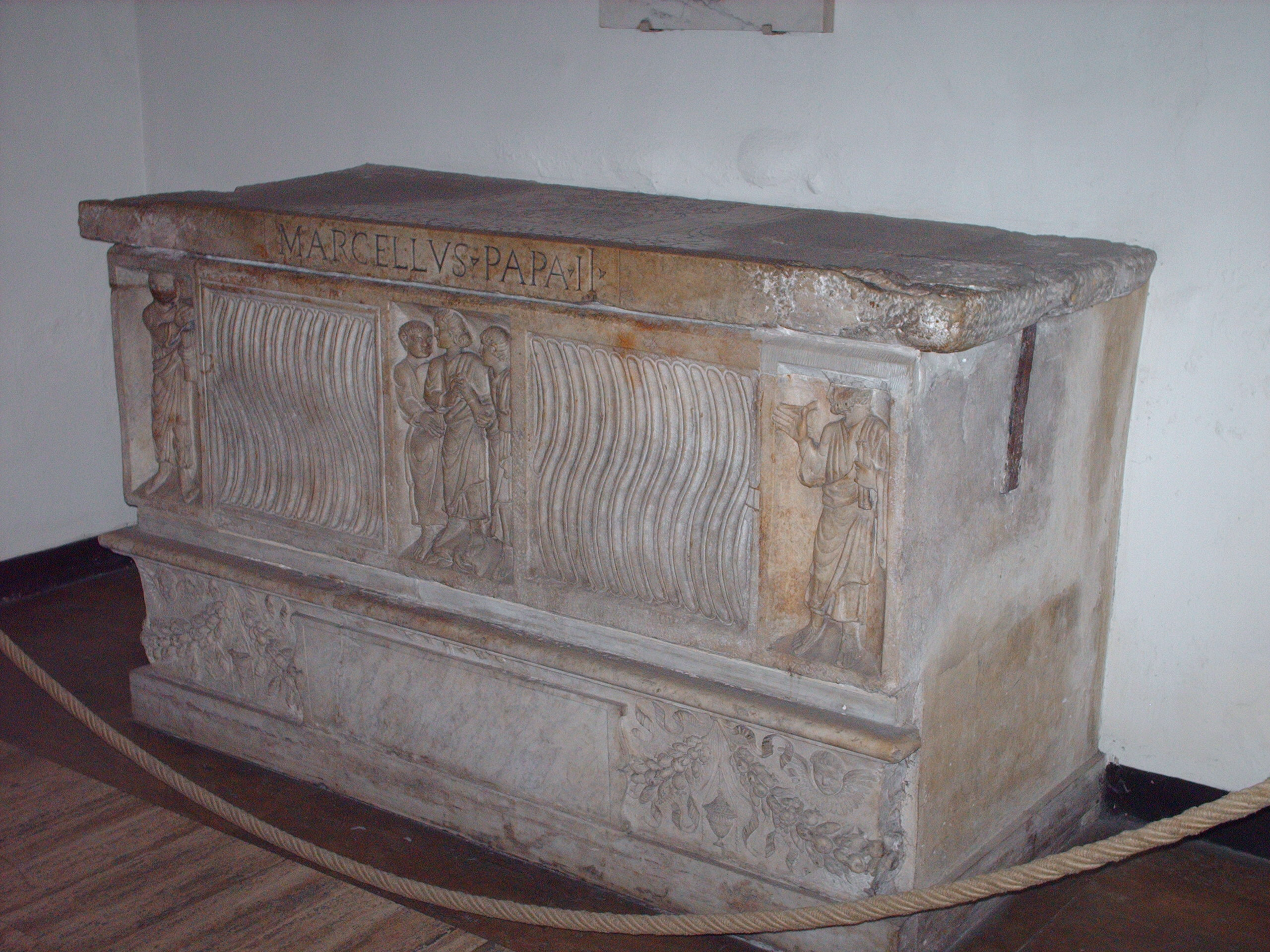
Tomba di Marcello II, nelle grotte vaticane

Il 30 aprile 1555 fu colpito da un attacco apoplettico, e il giorno dopo morì. Mancavano cinque giorni al suo 54º compleanno. Quando morì fu il pontefice più giovane dai tempi di Leone X (morto a 45 anni nel 1521). Dopo di lui nessun pontefice è morto a un'età più giovane.
Fu sepolto nelle grotte vaticane in un semplice sarcofago paleocristiano, così come egli desiderava. Il 16 ottobre 1606 le sue spoglie furono traslate in un sepolcro cristiano antico, sempre nelle grotte vaticane, dove sono ancora oggi.

## Conclavi
Marcello Cervini, durante il suo periodo di cardinalato, partecipò a due conclavi:
- conclave del 1549-1550, che elesse papa Giulio III
- conclave dell'aprile 1555, che elesse papa lui stesso.

## Concistori per la creazione di nuovi cardinali
Papa Marcello II durante il suo pontificato non ha nominato nuovi cardinali.

## Intitolazioni
- Giovanni Pierluigi da Palestrina intitolò una sua celebre composizione, capolavoro della musica polifonica, Missa papae Marcelli.

## Genealogia episcopale
La genealogia episcopale è:
- Vescovo Leone de Simone
- Cardinale Oliviero Carafa
- Papa Paolo IV
- Papa Marcello II